# Nuoto ai campionati europei di nuoto 2014 - 400 metri misti femminili
Le qualifiche per la semifinale si sono svolte la mattina del 18 agosto 2014, mentre la finale, invece, si è svolta la sera dello stesso giorno.

## Medaglie
| Posizione | Atleta          | Paese       |
| --------- | --------------- | ----------- |
| Oro       | Katinka Hosszú  | Ungheria    |
| Argento   | Mireia Belmonte | Spagna      |
| Bronzo    | Aimee Willmott  | Regno Unito |

## Record
Prima della manifestazione il record del mondo (RM), il record europeo (EU) e il record dei campionati (RC) erano i seguenti.
| Record mondiale       | 4'28"43 | Ye Shiwen      | 28 luglio 2012 Londra, Regno Unito |
| Record europeo        | 4'30"31 | Katinka Hosszú | 2 agosto 2009 Roma                 |
| Record dei campionati | 4'33"09 | Hannah Miley   | 9 agosto 2010 Budapest             |

Durante la competizione sono stati migliorati i seguenti record:
| Data      | Evento | Atleta         | Nazione  | Tempo   | Record                |
| --------- | ------ | -------------- | -------- | ------- | --------------------- |
| 18 agosto | Finale | Katinka Hosszú | Ungheria | 4'31"03 | Record dei campionati |

## Risultati

### Batterie
| Pos. | Batteria | Corsia | Atleta                | Nazionalità | Tempo   | Note |
| ---- | -------- | ------ | --------------------- | ----------- | ------- | ---- |
| 1    | 3        | 4      | Katinka Hosszú        | Ungheria    | 4'31"53 | Q    |
| 2    | 2        | 4      | Mireia Belmonte       | Spagna      | 4'36"89 | Q    |
| 3    | 3        | 7      | Barbora Závadová      | Rep. Ceca   | 4'38"82 | Q    |
| 4    | 3        | 5      | Aimee Willmott        | Regno Unito | 4'39"01 | Q    |
| 5    | 3        | 6      | Evelyn Verrasztó      | Ungheria    | 4'41"15 | Q    |
| 6    | 2        | 2      | Mariá Vilas           | Spagna      | 4'41"43 | Q    |
| 7    | 2        | 5      | Stefania Pirozzi      | Italia      | 4'41"80 | Q    |
| 8    | 2        | 7      | Stina Gardell         | Svezia      | 4'44"16 | Q    |
| 9    | 3        | 1      | Réka György           | Ungheria    | 4'44"23 |      |
| 10   | 3        | 2      | Lara Grangeon         | Francia     | 4'44"61 |      |
| 11   | 3        | 3      | Yana Martynova        | Russia      | 4'44"75 |      |
| 12   | 2        | 1      | Franziska Hentke      | Germania    | 4'44"87 |      |
| 13   | 2        | 6      | Beatriz Gómez Cortés  | Spagna      | 4'45"32 |      |
| 14   | 3        | 8      | Fantine Lesaffre      | Francia     | 4'46"47 |      |
| 15   | 2        | 8      | Wendy van der Zanden  | Paesi Bassi | 4'47"59 |      |
| 16   | 2        | 3      | Catalina Corró        | Spagna      | 4'48"81 |      |
| 17   | 1        | 4      | Alyona Kyselyova      | Ucraina     | 4'50"16 |      |
| 18   | 3        | 9      | Martina van Berkel    | Svizzera    | 4'51"58 |      |
| 19   | 3        | 0      | Julie Lauridsen       | Danimarca   | 4'51"83 |      |
| 20   | 1        | 5      | Lisa Stamm            | Svizzera    | 4'52"47 |      |
| 21   | 2        | 0      | Victoria Kaminskaya   | Portogallo  | 4'52"83 |      |
| 22   | 2        | 9      | Tanja Kylliaeinen     | Finlandia   | 4'55"41 |      |
| 23   | 1        | 6      | Gizem Bozkurt         | Turchia     | 4'56"45 |      |
| 24   | 1        | 7      | Alena Benešová        | Rep. Ceca   | 5'07"27 |      |
| 25   | 1        | 2      | Hilla Kortetjaervi    | Finlandia   | 5'13"70 |      |
| 26   | 1        | 1      | Anna-Marie Benešová   | Rep. Ceca   | 5'29"90 |      |
| —    | 1        | 3      | Annick van Wetsendorp | Svizzera    |         | DSQ  |

### Finale
| Pos. | Corsia | Atleta           | Nazionalità | Tempo   | Note                  |
| ---- | ------ | ---------------- | ----------- | ------- | --------------------- |
|      | 4      | Katinka Hosszú   | Ungheria    | 4'31"03 | Record dei campionati |
|      | 5      | Mireia Belmonte  | Spagna      | 4'33"13 |                       |
|      | 6      | Aimee Willmott   | Regno Unito | 4'34"69 |                       |
| 4    | 3      | Barbora Závadová | Rep. Ceca   | 4'37"82 |                       |
| 5    | 1      | Stefania Pirozzi | Italia      | 4'39"51 |                       |
| 6    | 2      | Evelyn Verrasztó | Ungheria    | 4'40"61 |                       |
| 7    | 8      | Stina Gardell    | Svezia      | 4'41"52 |                       |
| 8    | 7      | Mariá Vilas      | Spagna      | 4'43"31 |                       |